# Mont Avic
Mont Avic is een berg in de Grajische Alpen, in het Aostadal in het noordwesten van Italië. De berg heeft een hoogte van 3.006 m en ligt in het massief van de Gran Paradiso.
De top ligt tussen de gemeenten Champdepraz, Chambave en Champorcher. Het is de naamgever van het regionale natuurpark Mont Avic. Volgens de Club Alpino Italiano komt de naam waarschijnlijk van Mont Aù, een samentrekking van Monte Acuto, gezien de zeer scherpe vorm van de berg.
Mont Avic werd voor het eerst beklommen op 24 september 1875 door Martino Baretti, G. Bovio en Ernesto Santelli. De makkelijkste route start vanuit het dal van Champdepraz; de route volgt eerst goed aangegeven voetpaden en wordt daarna steiler en moeilijker.